# Innovative communications alliance
Pour les articles homonymes, voir ICA.
Innovative Communications Alliance (ICA) est le nom d'un accord stratégique formé en juillet 2006 entre l'équipementier en télécommunications canadien Nortel et l'éditeur de logiciels Microsoft dans le but de développer, intégrer, commercialiser et supporter conjointement de nouveaux produits destinés aux entreprises et aux opérateurs de télécommunications, en premier lieu dans le domaine des communications unifiées.

## Communications Unifiées: de quoi s'agit il?
Un article dans cette encyclopédie est consacré aux communications unifiées. Pour éviter des redites, se reporter à:

## Les trois phases d'évolution du marché
L'industrie des réseaux de télécommunications (notamment la téléphonie) et celle de l'informatique sont longtemps restées séparées. Le marché était "segmenté" avec d'un côté des fabricants d'équipements de réseaux (notamment de PABX/PABX IP) comme Aastra, Alcatel-Lucent, Avaya, Cisco Systems, Nortel et de l'autre des éditeurs de logiciels notamment de messagerie comme IBM et Microsoft.
La migration des réseaux d'entreprises vers le protocole internet, l'arrivée de nouveaux protocoles normalisés (notamment SIP), le portage des applications de téléphonie sur des serveurs logiciels du commerce, permettent aujourd'hui à l'utilisateur d'accéder avec une même interface (un même client logiciel) aux services de téléphonie de l'entreprise et à divers autres services avancés à partir du poste de travail, à partir de terminaux intelligents fixes (ex. visiophone) et nomades (ex. téléphone mobile, smartphone etc.). L'utilisateur est joignable à partir d'une même adresse. Les flux voix et données sont véhiculés sur le même réseau ("unification du réseau"). Côté infrastructure, les logiciels sont couplés et communiquent entre eux mais ils résident encore sur des plates-formes matérielles distinctes.
Cette phase dite d'"intégration" est celle qui a été amorcée en 2006-2007. Elle va aboutir progressivement, après maturation des produits et du marché, vers 2010 à la troisième phase ("transformation") caractérisée par la fusion complète des infrastructures sur une seule plateforme. L'application "téléphonie" aura alors été complètement absorbée par l'informatique. 
Tous les industriels (IBM, Microsoft, Aastra, Alcatel-Lucent, Cisco Systems, Nortel...) savent que le marché va dans cette direction. Ils s'y préparent chacun à leur manière en fonction de leurs positions sur le marché, de leurs intérêts (ex. base installée) et de leur stratégie: position d'attaque, position de défense, position d'accompagnement, positions intermédiaires et/ou dilatoires.

## Décryptage de l'accord Nortel-Microsoft: plusieurs versions possibles
Les deux groupes ont annoncé la formation d'un accord stratégique le 18 juillet 2006, tant technologique que commercial. Derrière cet accord, on parle bien de certaines technologies de téléphonie sur IP de Nortel qui vont être progressivement intégrées ("digérées") dans l'offre logicielle de Microsoft. Cette démarche est inédite pour un équipementier en télécommunications et laisse perplexes les observateurs.
De l'avis de certains, signer un tel accord avec Microsoft revient pour Nortel à "se mettre à table avec le diable". L'explication serait, selon eux, que Nortel était en difficulté sur le marché et aurait de ce fait abandonné à Microsoft sa technologie la plus précieuse. Ils estiment que conclure un accord avec Microsoft est comme s'unir avec une "veuve noire". 
Pour d'autres observateurs, cet accord est une réunion d'intérêts. Microsoft essaye depuis plusieurs années d'avoir une offre crédible sur le marché des communications d'entreprise et bute sur divers obstacles, notamment l'accès au marché. Développer une offre complète avec toutes les fonctionnalités requises prend également du temps. Nortel lui apporte plus rapidement certaines technologies que le groupe canadien a déjà développées. Les deux sociétés font également face à la montée en puissance d'un concurrent commun, Cisco Systems,, que Microsoft va trouver sur sa route, en témoigne par exemple le rachat par l'américain du spécialiste des services de conférence WebEx en mars 2007. Nortel va bénéficier de l'effet de sillage de Microsoft. Beaucoup d'utilisateurs en entreprises sont familiers avec l'environnement Microsoft, un certain nombre de prescripteurs en entreprises pourraient vouloir préférer Nortel à d'autres fournisseurs d'équipements. Pour Nortel, il s'agit enfin d'accompagner le plus intelligemment possible le mouvement inéluctable du marché du matériel vers le logiciel, en développant son activité de services professionnels. La société prévoit d'ajouter plus d'un milliard de dollars à son chiffre d'affaires jusqu'en 2009 via l'offre de services professionnels et via les ventes de produits de réseaux voix & données annexes.

## Le contenu de l'accord
Le principe de l'accord Nortel-Microsoft a été présenté par les PDG des deux sociétés lors d'une conférence de presse en juillet 2006, en résumé:
- Microsoft et Nortel sont convenus de former des équipes conjointes qui uniront leurs efforts afin de développer de nouveaux produits destinés aux entreprises ainsi qu'aux opérateurs de réseaux mobiles et fixes.
- Les deux sociétés vont se concentrer initialement sur la conception de produits dans le domaine des communications unifiées pour des clients de Microsoft et de Nortel qui cherchent à intégrer des suites logicielles de bureautique (agenda, messagerie électronique, etc.) à des solutions de communications d’affaires (messagerie instantanée sécurisée, présence, téléphonie et visiophonie, conférence par le web). Les communications unifiées sont des services nouveaux. Aussi les deux sociétés cherchent par le biais de cette alliance à accélérer le processus d’adoption des services de communications unifiées au sein des entreprises: évangéliser, éduquer et former le marché.
- L’accord engage les deux sociétés en matière de technologie, de marketing et d’affaires, et elle prévoit le développement conjoint de produits et de solutions, l’intégration des systèmes ainsi que des stratégies de commercialisation.
- L'accord prévoit des échanges de licences croisés (aspects propriété intellectuelle). Nortel apporte son savoir-faire qui sera porté dans l'environnement Microsoft, notamment dans le domaine des centres de contacts, de la téléphonie sur IP, des fonctions de mobilité avancées, des réseaux de données.
- Les deux sociétés investiront des ressources au chapitre de la commercialisation, du développement des affaires et du déploiement. Des équipes communes seront créées pour collaborer dans le développement, la mise au point et l'intégration de produits. En particulier, ces équipes procèderont à l'intégration et aux tests en amont de la mise sur le marché afin de dé-risquer le déploiement des solutions par les clients et les partenaires.
- L'accord prévoit des initiatives stratégiques commerciales : programme de formation et de primes pour les forces de ventes, des ressources importantes pour la promotion, le développement commercial et à la mise à disposition des clients.
- En particulier, les deux sociétés prévoient de créer 20 centres de démonstration à l'échelle mondiale et plus d'une centaine à terme, où l'entreprise peut venir tester les fonctionnalités, l'interopérabilité entre les produits, l'intégration avec ses applications.
- Services et intégration: Nortel a obtenu la certification « Microsoft's Elite Gold Certified Partner », qualification accordée à ce jour à moins de 3 % des partenaires de Microsoft. Le fabricant canadien a développé pour cela 11 modules spécifiques dans son offre de services qui couvrent l’ensemble du cycle de vie d’un projet: conception, déploiement, support & évolutions. Nortel s'appuie sur ses propres ressources internes (2 200 experts en voix sur IP, 10 000 ingénieurs et techniciens provenant de sa division Global Services) ainsi que sur un écosystème étendu de partenaires.
- Microsoft et Nortel déploieront mutuellement leurs technologies sur leurs réseaux d'entreprise respectifs.

## Feuille de route
Les produits disponibles en 2007 et prévus dans le futur sont les suivants,,,,,:
- Feuille de route selon les trois phases décrites plus haut (« segmentation », « intégration » et finalement « transformation »)
- Unified Messaging: Interopérabilité SIP native entre Nortel CS 1000 et Microsoft Exchange Server 2007 Unified Messaging. Services d'Intégration de Nortel pour la définition de la solution, son déploiement et son support. Simplification des déploiements conjoints. Disponibilité prévue T2.2007.
- UC Integrated Branch: Boîtier multiservices préconfiguré (téléphonie sur IP de Nortel, technologie Microsoft UC, routeur sécurisé, commutation...) permettant aux utilisateurs d'accéder aux services sur les sites distants. Disponibilité prévue T4.2007.
- Conferencing: Extension des services de Conférence Multimédia de Nortel vers Microsoft Office Communicator 2007: une seule ergonomie client pour les services tels que voix, IM, présence, et conférence audio/vidéo. Disponibilité prévue T4.2007.
- Solution permettant aux opérateurs de fournir des services de communications unifiées à leurs clients PME en mode SaaS / ASP. Le logiciel Microsoft HMC (Hosted Messaging and Collaboration) est couplé au commutateur logiciel Nortel CS 2000, ce qui permet aux opérateurs d'héberger Exchange, Sharepoint, et Office Live Communications Server pour leurs clients. Disponibilité prévue: T3.2007
- En Janvier 2007, un premier contrat d'environ 110 000 lignes est officiellement annoncé avec la compagnie pétrolière britannique et néerlandaise Royal Dutch Shell portant sur la fourniture de serveurs Microsoft OCS et Nortel CS 1000 ainsi que de différents types de terminaux[12]. En juillet 2007, au bout d’un an existence, les deux partenaires annoncent avoir signé plus de 100 contrats et vendu plus de 430 000 licences[13],[14]

## Sources
1. ↑  Journal eweek, "Zafirovski Says Nortel Making Enterprise Comeback"
2. ↑  Journal du Net 19/01/2007 "Nortel et Microsoft dévoilent leur arsenal face à Cisco"
3. ↑  « Cet accord confirme l'intention de Microsoft de s'attaquer à l'hégémonie de Cisco sur le marché de la téléphonie sur IP. Cisco Systems va vraiment devoir faire le maximum pour convaincre ses clients d'y basculer avant que Microsoft propose des produits rivaux. » Yankee Group Research, cité par le journal "Business Mobile" du 26/07/2006 "Microsoft s'allie avec Nortel pour investir la VoIP professionnelle"
4. ↑  Journal 01net du 16/03/2007 "Cisco achète WebEx pour contrer Microsoft sur la « communication unifiée »"
5. ↑  Résumé des principaux points. Source: vidéo de la conférence en anglais sur le site de Nortel
6. ↑  Source: Journal "Réseaux & Télécom" du 05/06/2007 "Alliance ICA : ça prend forme"
7. ↑  Journal "itnews" du 16/07/2007 "Des sociétés du monde entier adoptent les solutions de communications de Microsoft"
8. ↑  Journal "Le Monde Informatique" du 05/06/2007 "Nortel dope les fonctions communicantes de Microsoft Office"
9. ↑  Journal "Le Monde Informatique" du 05/06/2007 "Premiers résultats tangibles de l'alliance Microsoft-Nortel"
10. ↑  Journal “Total Telecom” du 18/01/2007, “Microsoft and Nortel announce three new product packages. Latest releases from Nortel and Microsoft are designed to offer converged voice and email services.”
11. ↑  Résumé des principaux points d'une conférence de presse en janvier 2007, vidéo en anglais sur le site de Nortel
12. ↑  Journal "Computer World" du 08/03/2007 "Shell bets big on Microsoft global VOIP plans"
13. ↑  Journal "itnews" du 16/07/2007 "Des sociétés du monde entier adoptent les solutions de communications de Microsoft-Nortel"
14. ↑  Communiqué du 16/07/2007 ”The Nortel And Microsoft Innovative Communications Alliance Celebrates Its First Anniversary”